# Hermacha brevicauda
Hermacha brevicauda är en spindelart som beskrevs av William Frederick Purcell 1903. Hermacha brevicauda ingår i släktet Hermacha och familjen Nemesiidae. Inga underarter finns listade i Catalogue of Life.